# Mistrzostwa Polski w Łyżwiarstwie Szybkim na Dystansach 2001
15. Mistrzostwa Polski w Łyżwiarstwie Szybkim na Dystansach 2000 odbyły się w dniach 11-12 listopada 2000 roku na torze Stegny w Warszawie.
Na dystansie 500 metrów rozgrywane są dwa biegi i dopiero suma czasów z obu biegów decyduje o kolejności zawodników.

## Kobiety
| Konkurencja: | 1. miejsce                              | Rezultat | 2. miejsce                              | Rezultat | 3. miejsce                              | Rezultat |
| 500 m        | Katarzyna Wójcicka SKŁ Górnik Sanok     | 86,78    | Joanna Gąsienica SNPTT Zakopane         | 87,51    | Aleksandra Przeor Orzeł Elbląg          | 87,56    |
| 1000 m       | Katarzyna Wójcicka SKŁ Górnik Sanok     | 1:25,91  | Joanna Gąsienica SNPTT Zakopane         | 1:26,80  | Monika Cłapa Pilica Tomaszów Mazowiecki | 1:27,22  |
| 1500 m       | Katarzyna Wójcicka SKŁ Górnik Sanok     | 2:12,32  | Monika Cłapa Pilica Tomaszów Mazowiecki | 2:13,56  | Joanna Łęcka Marymont Warszawa          | 2:15,84  |
| 3000 m       | Monika Cłapa Pilica Tomaszów Mazowiecki | 4:33,85  | Katarzyna Wójcicka SKŁ Górnik Sanok     | 4:43,73  | Joanna Łęcka Marymont Warszawa          | 4:46,70  |
| 5000 m       | Katarzyna Wójcicka SKŁ Górnik Sanok     | 8:06,69  | Joanna Gąsienica SNPTT Zakopane         | 8:11,83  | Monika Cłapa Pilica Tomaszów Mazowiecki | 8:14,30  |

### mężczyźni
| Konkurencja: | 1. miejsce                                    | Rezultat | 2. miejsce                                    | Rezultat | 3. miejsce                  | Rezultat |
| 500 m'       | Paweł Abratkiewicz Pilica Tomaszów Mazowiecki | 74,69    | Tomasz Świst SNPTT Zakopane                   | 75,53    | Rafał Gąsior SNPTT Zakopane | 76,45    |
| 1000 m       | Paweł Abratkiewicz Pilica Tomaszów Mazowiecki | 1:14,91  | Paweł Zygmunt Węgierska Korona Krynica        | 1:16.30  | Tomasz Świst SNPTT Zakopane | 1:16,40  |
| 1500 m       | Paweł Zygmunt Węgierska Korona Krynica        | 1:57,48  | Paweł Abratkiewicz Pilica Tomaszów Mazowiecki | 1:58,81  | Witold Mazur Zryw Sanok     | 2:00,20  |
| 5000 m       | Paweł Zygmunt Węgierska Korona                | 6:56,63  | Jaromir Radke Pilica Tomaszów                 | 6:59,07  | Witold Mazur Zryw Sanok     | 7:05,58  |
| 10 000 m     | Paweł Zygmunt Węgierska Korona Krynica        | 14:25,80 | Jaromir Radke Pilica Tomaszów Mazowiecki      | 14:32,48 | Witold Mazur Zryw Sanok     | 14:53,18 |